# マル・サバ
マル・サバ（ギリシア語: Λαγρα Σαββα τογ Ηγιαεμενοι、ヘブライ語: מנזר מר סבא）は、ユダヤ砂漠のケデロン渓谷にあるギリシャ正教会の修道院である。この修道院はアレクサンドリア総主教区に属する。439年または483年にエルサレムのサバスによって設立された。17世紀には4000人もの修道士がいたが、現在は20人である。この修道院は世界で最も古くから住民がいる修道院の1つであると考えられている。この修道院では伝統が尊重されており、たとえば、女性は正面玄関にある女性の塔にのみ立ち入ることができる。
最後の教父であるダマスコのイオアンは735年にこの修道院に来て、749年に亡くなるまでの最後の数年間、ここに住んでいた。